# 福居典美
福居 典美（ふくい てんび）は、日本の女性津軽三味線奏者、福居流師範。
東京都生まれ、身長 172cm。祖母、父の影響により民謡・和楽器が身近にある音楽の環境に育ち、津軽三味線福居流家元「福居典大」に師事し、福居流師範「福居典美」を襲名。
第三回日本民謡協会主催津軽三味線全国大会にて弟（福居一大）と共に優勝・準優勝。2年連続で女性のトップとなる。
日本を中心とした世界各国での演奏の他、数多くの客演やテレビコマーシャルでの演奏を行なっている。

## 概要
これまでにソロ作品を含み4枚のアルバムをリリースした他、和楽器アーティストの作品などに客演として参加している。
2014年、TENBIとしてコラボレーション作品"FIRE"をYouTubeで発表。スタッフとして木村貴志が楽曲を制作、MVの監督に北村龍平を迎え、演出には華道の勅使河原会家元である勅使河原城一、スタイリストに中里唯馬などが参加した。この際に木村貴志は個人のfacebook上で福居を「演奏の素晴らしさだけでなく、民謡からロック、最先端のダンス・ミュージックまで様々な音楽に精通していることに驚いた」と評価している。
2016年よりマーク・パンサー率いるダンス・ミュージック・ユニット、EDOに参加。会津磐梯山、荒城の月などを演奏し、世界111カ国でリリースされた。
2017年、ガンホー・オンライン・エンターテイメントが開発を行ったPlayStation 4のゲーム『LET IT DIE』にEDO feat TENBIとして参加、楽曲"LET IT DIE"を提供した。この曲を含むYouTubeでの映像の総再生数は2週間で100万再生を超えた。11月、Orbitribeに加入。般若心経を導入したサイケデリックトランス曲の"MUGEN"、"ADA SAKURA"をリリース。この2曲では津軽三味線の演奏に加え、ボーカルも披露している。
2018年、勝新太郎が生前に残した演奏音源を使用し、再構築した作品などを集めた勝のコンセプトアルバム"THE BLIND SWORDMAN〜侠"に楽曲参加。
2019年11月、民謡のリメイク活動において復興三部作としてリリースされた"会津磐梯山2020"が7か国で放送されているテレビ番組"Esprit Japon"のエンディングで使用されることを発表。12月には同曲が好評につき各国でのオンエア期間が延長されると発表。
2020年2月19日、羽田空港国際ターミナルにて開催された東京オリンピック公式イベントにて東京五輪公式応援ソング"Make the Beat"の津軽三味線バージョンを披露。

## 来歴
- 2016年
  - 2月、EDOが会津磐梯山を111カ国でリリースすることを機に、典美は木村貴志、衆議院議員の菅家一郎らともに会津若松市市長の室井照平を表敬訪問。会津若松文化振興財団事業委員長で会津民謡協会の会長・森川玄翠、会津若松観光ビューロー理事長の渋川惠男とも懇談。日本の地域に根づいた伝統的音楽を、現代的なダンス・ミュージックに乗せて発信、日本や地域観光に結び付けたいとするユニットの思いを伝えた。
  - 3月、マーク・パンサーとともに福島県知事・内堀雅雄を表敬訪問。知事より福島県を世界に伝えるEDOの活動に感謝の意が伝えられた。この訪問は全国のニュースサイト以外に地元紙・テレビなどでも報道された。MVはCGを中心としながらも、数十年にわたり福島の映像を撮り続けてきた菅野隆夫の映像が含まれている。
  - 4月、木村貴志・菅家一郎ととともに国際観光振興機構の理事長・松山良一を表敬訪問。音楽とインバウンドに関する談義と津軽三味線の演奏を披露した。

## 人物
衣装
- 演奏の際の衣装は和装/洋装それぞれあり、北村龍平のパーティーでは黒革のジャンプスーツで登場した。

演奏
- 自らマイク・iRig MicとiPhoneを使用して三味線のレコーディングを行うこともある。

## 作品
TENBI REBIRTH ～再生～(アルバム)
1. CALLING
2. 時の輝き
3. 紫 桜
4. SAMAND 〜再生〜
5. 夢見る涙
6. TWILIGHT
7. ENERGY
8. 大地への想い
9. 導き

みだれ弾き福居典美・一大ベスト(アルバム)
1. YATSUGATAKE -みだれ弾き-
2. 津軽あいや節
3. 津軽じょんがら節 -曲弾き
4. ねぶた
5. 津軽じょんがら節
6. 津軽じょんがら節
7. 十三の砂山
8. 津軽小原節

1/f(アルバム)
1. POLYUSHKO POLE
2. 津軽あいや節
3. SCARBOROUGH FAIR
4. 津軽小原節
5. 十三の砂山
6. 津軽じょんがら節-曲弾き-
7. Bred dina vida vingar
8. YATSUGATAKE-みだれ弾き

ラプソディ(アルバム)
1. 山笑ふ
2. ねぶた
3. 立待月
4. 津軽じょんがら節（福居一大ソロ）
5. 津軽じょんがら節（福居典美ソロ）
6. 加茂の流れに
7. ラプソディ
8. ララバイ

勝新太郎 THE BLIND SWORDMAN〜侠
1. CALLING

EDO名義
会津磐梯山
1. AIZU BANDAISAN - EDO feat TENBI

荒城の月
1. Moon over the Ruined Castle - EDO feat TENBI

LET IT DIE (PlayStation 4 GAME "LET IT DIE" SOUND TRACK)
1. LET IT DIE - EDO feat TENBI

Orbitribe名義
1. MUGEN -般若心経-
2. ADA SAKURA

民謡2020シリーズ
田原坂 (2019年7月15日)
1. TABARUZAKA ～The Last Samurai

黒田節 (2019年9月13日)
1. 黒田節

ドドサイ節 (2019年10月17日)
1. ドドサイ節

会津磐梯山 (2019年11月21日)
1. 会津磐梯山 2020(TV番組"Esprit Japon" エンディングテーマ)

## 主なライブ歴
- イギリス・ロイヤル・アルバート・ホール公演
- アメリカ・ワシントンD.C.公演
- FIFA「ガラディナー」in BUSANゲスト出演
- FIFA ワールドカップTM決勝前夜祭出演
- 2005年日本国際博覧会、上海国際博覧会
- 日本総領事館主催の日本とインドの交流記念コンサート出演
- 米国発信のEDMフェスティバルのNIGHT NATION RUNにEDOとして出演
- 2020年2月19日 羽田空港国際ターミナルで開催された東京オリンピック公式イベント